# Starling Matarrita
Starling Donney Matarrita González (Guápiles, Costa Rica 20 de junio de 1990) es un futbolista costarricense que juega como delantero centro. Actualmente juega en el Deportivo Marquense de Guatemala.

## Trayectoria

### Santos de Guápiles
Debutó en la máxima categoría costarricense el 27 de febrero de 2010 contra la L. D. Alajuelense, ingresó de cambio al minuto 77 en la derrota 1-0.
El 9 de febrero de 2011 realizó su primera anotación, contra el Brujas F. C., en un tempranero gol al minuto 3, el encuentro finalizó con victoria 1-2.
El 27 de febrero de 2011, disputó un partido contra el UCR Fútbol Club, realizó su anotación al minuto 39, finalizando con victoria 1-3. el 3 de abril, volvió a realizar una anotación contra A.D San Carlos al minuto 46, finalizando con el empate 1-1.

### A. D. Carmelita
El 25 de enero de 2015 debutó con A. D. Carmelita contra Santos de Guápiles, ingresó de cambio al minuto 62, finalizando con derrota 0-1.
El 1 de febrero de 2015 se enfrentó ante el Belén Fútbol Club, realizó su primer doblete a los minutos 57 y 61, finalizando con victoria 3-0. El 8 de febrero se enfrentó ante el Municipal Pérez Zeledón, realizando un doblete a los minutos 45 y 50, siendo estas las únicas anotaciones del equipo, finalizando con derrota 5-2.
El 5 de julio de 2015, debutó en el Torneo de Copa de Costa Rica contra Cariari Pococí, se mantuvo durante los 90 minutos, en la derrota por tanda de penales 5-4.

### Santos de Guápiles
El 7 de diciembre de 2017 debutó en la temporada 2017-18 con el Santos de Guápiles contra el C. S. Herediano, disputando el compromiso durante 45 minutos en la derrota 2-0.
El 2 de agosto de 2017 disputó a nivel internacional la Liga Concacaf, en su primer partido fue el San Juan Jabloteh, Matarrita ofreció una asistencia al minuto 4, mientras al minuto 31 marcó su primera anotación, el encuentro finalizó con una victoria contundente 6-2. Matarrita se enfrentó ante los equipos de C. D. Universitario y el C. D. Árabe Unido, logrando avanzar a la final. En la final, Matarrita se enfrentó ante el C. D. Olimpia, teniendo participación en el juego de vuelta, el encuentro se tuvo que definir en tanda de penales, siendo derrotados 1-5.

### Municipal Pérez Zeledón
El 7 de enero de 2021 fichó con el Municipal Pérez Zeledón por un contrato de tres torneos cortos.
El 14 de enero de 2021, debutó contra la L. D. Alajuelense, disputando 30 minutos en la derrota 2-0.
El 8 de febrero de 2021, se enfrentó ante el Limón F. C., al minuto 7 igualó el encuentro empatando 1-1, Matarrita disputó los 90 minutos en el empate 1-1. El 13 de mayo de 2021 se enfrentó ante el Sporting F. C., realizó un doblete a los minutos 38 y 55, finalizando con victoria 3-1.
El 27 de mayo de 2022, se anunció la salida de la desvinculación de Starling Matarrita con el cuadro pezetero, Matarrita contabilizó 54 partidos, 8 anotaciones y 7 asistentecias.

### Santos de Guápiles
El 17 de mayo de 2022 se oficializó su fichaje al Santos de Guápiles.
El 20 de julio de 2022, debutó en el Torneo Apertura 2022 contra la L. D. Alajuelense, Matarrita disputó los 88 minutos del encuentro, con derrota 2-0. El 31 de julio se enfrentó ante el Guadalupe F.C por la fecha tres del torneo, Matarrita abrió el marcador al minuto 5 y al minuto 27 puso su segundo tanto, siendo las primeras anotaciones del Torneo Apertura 2022, el encuentro finalizó con empate 3-3. El 10 de septiembre se enfrentó ante el Municipal Grecia por la jornada once, al minuto 31, Matarrita abrió el marcador y al minuto 58 puso su segunda anotación, el encuentro finalizó con una contundente victoria 5-3.
El 19 de noviembre de 2022 debutó en el Torneo de Copa de Costa Rica contra A. D. San Carlos, años minutos 22 y 82 realizó un doblete, finalizando con la victoria contundente de 4-1. En el juego de vuelta, Matarrita disputó todo el encuentro, el marcador finalizó 1-4, mientras en el marcador global se encontraba 5-5, teniéndose que definir en tanda de penales, Matarrita fue parte de los lanzadores, siendo este errado, el partido finalizó con victoria santista por un 2-3, logrando avanzar a cuartos de final. En cuartos de final, Matarrita se enfrentó ante el Deportivo Saprissa, disputando los juegos de ida y vuelta, siendo eliminados por el marcador global de 1-4.

## Selección nacional
El 5 de octubre de 2020, fue convocado por el director técnico Ronald González a la selección de Costa Rica para dos partidos amistosos en fechas FIFA contra la selección de Panamá. El 10 de octubre se mantuvo en el banco de suplencia contra Panamá sin ver minutos en la derrota 1-0. El 13 de octubre de 2020 se dio su debut al combinado patrio, ingresó al minuto 64 por Marvin Angulo, disputando 26 minutos en la derrota 1-0.

## Clubes
| Club                              | País       | Año         |
| --------------------------------- | ---------- | ----------- |
| Santos de Guápiles                | Costa Rica | 2011-2013   |
| A. D. Cariari Pococí              | Costa Rica | 2013        |
| A. D. San Carlos                  | Costa Rica | 2013-2014   |
| Santos de Guápiles                | Costa Rica | 2014        |
| A. D. Cariari Pococí              | Costa Rica | 2014        |
| A. D. Carmelita                   | Costa Rica | 2015        |
| Real Pococí                       | Costa Rica | 2016        |
| A. D. Carmelita                   | Costa Rica | 2016        |
| Santos de Guápiles                | Costa Rica | 2017-2021   |
| Municipal Pérez Zeledón           | Costa Rica | 2021-2022   |
| Santos de Guápiles                | Costa Rica | 2022-2024   |
| Asociación Deportiva Guanacasteca | Costa Rica | 2025        |
| Deportivo Marquense               | Guatemala  | 2025 - act. |

## Palmarés

### Distinciones individuales
| Distinción                                                      | Año  |
| --------------------------------------------------------------- | ---- |
| Máximo goleador de la Segunda División de Costa Rica (22 goles) | 2014 |